# Projet d'adaptation au changement climatique au Maroc pour des oasis résilientes
Le Projet d'adaptation au changement climatique au Maroc pour des oasis résilientes (PACC-Oasis) est un programme du gouvernement marocain, lié au Programme africain d'adaptation au changement climatique 2009-2012 – concernant vingt pays – et cofinancé par le Programme des Nations unies pour le développement et le gouvernement japonais. 
Destiné à gérer et diminuer les risques inhérents au réchauffement climatique qu'encourent les oasis du pays (soit 15 % de son territoire et 5,3 % de sa population), via la mise en place d'approches innovantes d’adaptation et l'accentuation des aptitudes locales, il a été mis en œuvre par le secrétariat d’État chargé de l’Eau et de l’Environnement auprès du ministère de l'Énergie, des Mines, de l'Eau et de l'Environnement dans une aire géographique s'étendant sur six provinces (provinces d'Errachidia, de Tinghir, de Ouarzazate, de Zagora, de Tata et de Guelmim) et quatre bassins (bassins de Guelmim-Tata, du Drâa, du Ziz-Ghriss et du Dadès). 